# Carcinoma ex-adenoma pleomórfico
O carcinoma ex-adenoma pleomórfico (Cex-AP) é uma neoplasia maligna (câncer) de glândulas salivares que surge a partir de um adenoma pleomórfico que sofreu malignização.

## Sinais e sintomas
Normalmente, o Cex-AP se apresenta como uma massa palpável na região da glândula afetada, usualmente a parótida, mas também pode se apresentar como um crescimento súbito de uma massa preexistente. Sintomas associados a esse crescimento incluem dor, paralisia ou parestesia da face, ou em casos mais avançados pode haver disfagia ou ulceração da pele.
É comum que a massa tumoral tenha um histórico longo de surgimento antes de seu crescimento acelerado, sugerindo que a demora ao tratar o adenoma pleomórfico pode aumentar as chances de malignização. Além disso, até 25% dos pacientes relatam uma história de um adenoma pleomórfico anteriormente tratado.

## Aspectos radiográficos e histológicos

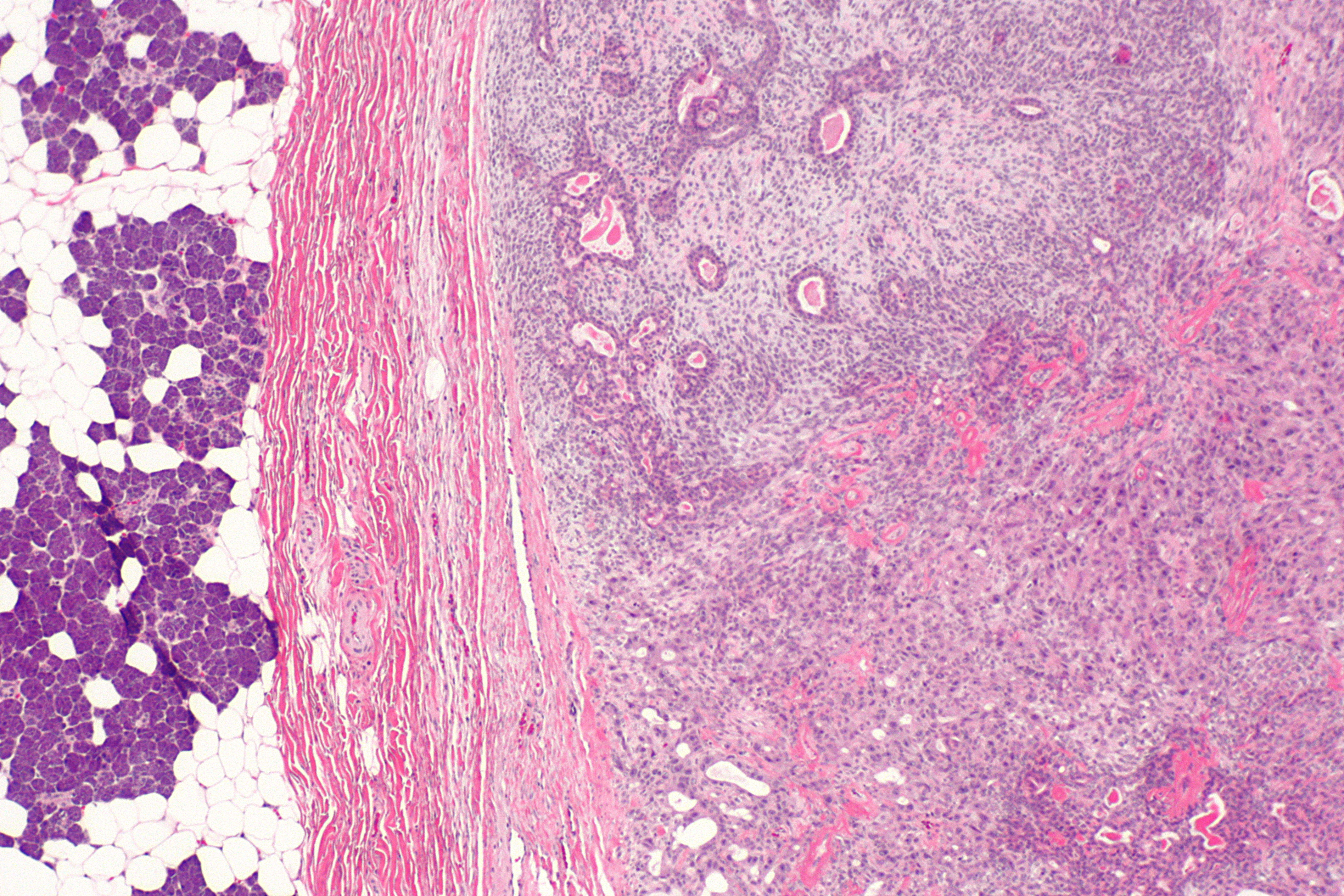
Carcinoma ex-adenoma pleomórfico (canto inferior direito). À esquerda se observa tecido glandular normal, e à direita o adenoma pleomórfico: o carcinoma estava contido dentro do componente benigno, e é caracterizado por intensa proliferação celular.

O exame de imagem recomendado para detectar o Cex-AP é a ressonância magnética: ela permite a delimitação mais precisa dos planos de tecidos, e a visualização de margens infiltrativas. O Cex-AP é caracterizado pela presença de um componente encapsulado e um invasivo: o encapsulado tem intensidade de sinal variável, pela variedade arquitetônica e tecidual, e o componente invasivo é caracterizado pelo hipossinal (ou intermediário) em T2, com presença de hemorragia, necrose, margens irregulares ou infiltrativas. O grau de difusão das imagens também ajuda a diferenciar o componente benigno do maligno.
Não se recomenda o uso do PET-TC, pela sua inconsistência em tumores de glândula salivar.
Histologicamente, apresenta-se como um adenoma pleomórfico (componente benigno) associado a um componente carcinomatoso que pode ser um carcinoma do ducto salivar, carcinoma mioepitelial (usualmente de baixo grau), adenocarcinoma (usualmente de alto grau, do tipo carcinoma do ducto salivar ou adenocarcinoma não especificado, com a presença de diferenciação escamosa, mucoepidermoide ou polimórfica) ou carcinoma epitelial-mioepitelial.

## Causas
Sua etiologia é desconhecida, mas teoriza-se que a transformação maligna do epitélio ductal ocorre por disfunção na proteína p53, com progressão para um carcinoma intracapsular, carcinoma minimamente invasivo e, finalmente, amplamente invasivo: essa trajetória está associada com a amplificação do gene HER2 e a perda da expressão de PLAG1. Os Cex-AP do subtipo carcinoma mioepitelial, entretanto, progridem por outros mecanismos.

## Epidemiologia
É um tipo de câncer incomum, com uma incidência de 0,17 a cada 1 milhão de pessoas. Entretanto, ele representa 11,6% de todas as neoplasias malignas de glândulas salivares, e 5% de todos os adenomas pleomórficos sofrem transformação maligna (usualmente associada a um tumor recidivante ou de longa data).
Sua maior incidência é na sétima década de vida, com ligeira predominância por homens, e afeta a parótida (77%) e a submandibular (18%) mais frequentemente. Em casos raros, pode afetar a cavidade oral, faringe, glândulas lacrimais, traqueia e cavidade nasal.

## Diagnóstico
O seu diagnóstico definitivo depende do exame anatomopatológico e o diagnóstico prévio de um adenoma pleomórfico tratado, ou um adenoma pleomórfico não tratado que apresenta rápido crescimento. A imuno-histoquímica pode auxiliar no diagnóstico:
- Componente benigno (adenoma pleomórfico):
  - Células ductais são positivas para pancitoqueratina, CK7, CK18, EMA e CEA;
  - Células mioepiteliais são positivas para actina de músculo liso, calponina, SMMHC, p63, CK14, GFAP e S100.
- Componente maligno (carcinoma): depende da classificação do componente maligno;
  - Se carcinoma do ducto salivar: positivo para CK7, EMA, HER2, AR, e p53;
  - Se adenocarcinoma não especificado: não existem colorações específicas, é um diagnóstico de exclusão;
  - Se carcinoma mioepitelial: positivo para calponina, p63, p40 e SMMHC;
  - Se carcinoma mucoepidermoide: positivo para CK7, CK5/6 e p63 (células escamosas) e mucina (células mucinosas).

A coloração HMGA2 de imuno-histoquímica é altamente específica, mas pouco sensível para o Cex-AP.
O Ki-67 (índice mitótico) pode ser usado para diferenciar os componentes benignos e malignos: mesmo no adenoma pleomórfico recidivante, o índice mitótico não ultrapassa 5%, mas é muito alto no componente maligno. 
O diagnóstico diferencial inclui o adenoma pleomórfico (recidivante ou com pseudópodes), carcinoma de novo ou carcinoma metastático.

## Prognóstico e tratamento
O prognóstico depende do grau de invasão do tumor: Cex-AP não invasivos ou minimamente invasivos possuem excelente prognóstico. Entretanto, outros fatores podem afetar o diagnóstico: idade avançada, sexo masculino, diâmetro tumoral >40 mm, invasão da cápsula, disseminação linfonodal e subtipos histológicos carcinoma mioepitelial ou carcinoma do ducto salivar possuem pior prognóstico. O grau histológico, invasão, disseminação tumoral e invasão perineural estão associados a metástase, e seu prognóstico é ainda pior se o Cex-AP for recidivante e não primário. Disseminação linfonodal pode ocorrer em 30% dos casos, e metástase em 4%.
O tratamento idealmente é a ressecção cirúrgica com margens livres, mas a abordagem cirúrgica depende da localização e tamanho do tumor, envolvimento dos linfonodos cervicais e relação com estruturas da face como nervo facial, mandíbula, canal auditivo e osso temporal. A radioterapia adjuvante é recomendada no caso de margens positivas, estágio avançado, invasão óssea, perineural ou linfovascular, e envolvimento de linfonodos cervicais. A quimioterapia é reservada para as metástases.